# Война браузеров
В истории известны две войны браузеров за господство на рынке. Первая из них проходила между браузером Microsoft Internet Explorer и Netscape Navigator, которые тогда выступали в качестве доминирующих, и закончилась падением Netscape и гегемонией Microsoft. Вторая война началась с разработкой HTML5 и CSS3, и закончилась свержением Internet Explorer и господством Google Chrome.

## Предпосылки войны браузеров
К концу 1992 года, кроме самого первого браузера под названием WorldWideWeb, на рынке, ожидаемо спровоцировав конкурентную борьбу, появилось множество других подобных программ, большинство из которых было основано на библиотеке libwww. Это были Line Mode Browser, ViolaWWW, Erwise, MidasWWW, MacWWW и другие. Следующими браузерами, выпущенными в 1993 году, были Cello, Arena, Lynx, tkWWW и NCSA Mosaic.
Самым влиятельным из них был Mosaic, мультиплатформенный браузер, разработанный в организации National Center for Supercomputing Applications (NCSA).
Есть две эпохи интернета — до Mosaic и после. Комбинация web-протоколов Тима Бернерс-Ли, обеспечивших соединение, и браузера Марка Андриссена, предоставившего великолепный интерфейс, была взрывом. За двадцать четыре месяца интернет превратился из неизвестности в абсолютную повсеместность.
В октябре 1994 года Mosaic был на пути к превращению в эталонный для всего мира веб-интерфейс. Несколько компаний стали лицензиатами Mosaic, чтобы создать свои собственные коммерческие браузеры, такие как Air Mosaic и Spyglass Mosaic. Один из разработчиков Mosaic, Марк Андриссен, основал Mosaic Communications Corporation и создал новый веб-браузер под названием Mosaic Netscape. Чтобы разрешить проблемы лицензирования с NCSA, компания была переименована в Netscape Communications Corporation, а браузер — в Netscape Navigator. Браузер Netscape улучшил удобность и надёжность Mosaic и получил возможность отображать страницы постепенно, по мере их загрузки. К 1995 году, благодаря своей бесплатности для некоммерческого использования, браузер доминировал в сети. К этому времени в свет вышли ещё несколько браузеров, в числе которых были IBM Web Explorer, WebRouser, UdiWWW и Microsoft Internet Explorer.
К середине 1995 года интернет получил широкое освещение в популярной культуре и СМИ. Netscape Navigator был самым широко используемым веб-браузером и Microsoft приобрела лицензию на Mosaic, чтобы создать Internet Explorer 1.0, выпущенный как часть пакета Windows 95 Plus! в августе. Спустя три месяца для бесплатной загрузки был выложен браузер Internet Explorer 2.0. В отличие от Netscape Navigator, он был бесплатно доступен всем пользователям Windows, даже коммерческим компаниям. Другие компании последовали примеру Microsoft и сделали свои браузеры бесплатными. Как Netscape Navigator, так и другие конкурирующие продукты, такие как InternetWorks, Quarterdeck Browser и другие, были доступны в наборе с другими приложениями для работы с Интернетом. Новые версии браузеров Internet Explorer и Netscape в течение нескольких следующих лет выпускались, пытаясь обогнать друг друга. Разработка была очень быстрой, в это время в браузерах появилась поддержка JavaScript и множества HTML-тэгов. Internet Explorer начал догонять браузер Netscape к 1996 году, в третьей версии, прилагавшейся к ОС Windows 95 OSR2, приобретя поддержку скриптов и первую на рынке коммерческую поддержку Cascading Style Sheets (CSS). Этот момент можно считать началом войны браузеров, закончившейся полным падением Netscape и триумфом Internet Explorer, занявшего более 95 % рынка.
Война браузеров была бы исключительно коммерческим делом корпораций, если бы основным приёмом в борьбе не стало добавление специфических, нестандартных возможностей к браузеру. Наибольшие различия возникали в поддержке JavaScript — языка сценариев, придающего интерактивность документам. В результате многие документы были «оптимизированы» для конкретного браузера и совершенно не читались в другом. W3C принимает множество тщательно обсуждаемых стандартов (различных версий HTML, JavaScript, CSS и др.), но ответственность за соблюдение этих стандартов полностью ложится на разработчиков браузеров.

## Первая война (1995—1999)

График популярности браузеров

В 1997 году был выпущен Internet Explorer 4.0. На вечеринке в Сан-Франциско в честь выпуска программы был представлен трёхметровый логотип IE. На следующее утро работники Netscape, придя на работу, обнаружили эту конструкцию на газоне перед своим офисом, с запиской «От команды IE… Мы любим вас». Работники повалили эту инсталляцию и в ответ разместили на ней фигуру своего фирменного персонажа — динозавра, прикрепив ему к лапам знак с надписью «Netscape 72, Microsoft 18», имея в виду процентное распределение долей рынка.
Internet Explorer 4 переломил ход войны браузеров. Он был интегрирован в Microsoft Windows, и ИТ-специалисты и промышленные критики считали его технологически невыгодным и видели в такой практике очевидную эксплуатацию монополии Microsoft на платформе ПК. Пользователи не видели выгоды от использования конкурирующих продуктов, потому что IE «уже был» на их ПК. Во время этих релизов обычным для веб-дизайнеров было решение вопроса о размещении на своих сайтах знаков «лучше всего просматривать этот сайт в Netscape» или «лучше всего просматривать этот сайт в Internet Explorer». Эти картинки часто относились к определённой версии браузера и часто при клике отправляли пользователя к месту, где он мог скачать этот браузер. Логотипы отражали разницу между стандартами, поддерживаемыми разными браузерами и обозначали браузер, использованный при тестировании страниц. В ответ на такой шаг сторонники того, что все браузеры должны поддерживать стандарты World Wide Web Consortium, создали специальный значок «Корректно отображается в любом браузере» и размещали его на первых сайтах, свёрстанных с учётом кроссбраузерности.
У корпорации Майкрософт были мощные преимущества в войнах браузеров. Первым были ресурсы — Netscape начинал с почти 80 % рынка и хорошей репутацией, но был маленькой компанией, получающей основную прибыль с единственного продукта и его дополнительных компонентов и поэтому был финансово уязвим. Полная прибыль Netscape никогда не превосходила и даже не приближалась к прибылям Microsoft. Огромные ресурсы Майкрософт позволяли Internet Explorer оставаться бесплатным даже при всех тех гигантских затратах на его продвижение, разработку и обслуживание, которые позволяла себе компания. Netscape был платным для коммерческих компаний, но поставлялся бесплатно для домашнего и образовательного использования. Internet Explorer поставлялся бесплатно для всех пользователей Macintosh и Windows, получая за счёт этого огромное преимущество. Другой сильной стороной Microsoft было то, что система Windows занимала более 90 % рынка операционных систем для ПК. IE был включён в каждую копию Windows, таким образом Microsoft получила простой способ доминировать на рынке. В те времена много покупок ПК были первыми случаями такой покупки, и множество пользователей до этого не пользовалось никакими браузерами, и поэтому не имело опыта для сравнения и обладало низкой мотивацией для поиска альтернатив.
Netscape не смогла противостоять демпингу, и в 1999 году корпоративный рынок браузеров перестал существовать — полностью бесплатный Explorer захватил более 90 процентов рынка.
Первая «война браузеров» завершилась победой Internet Explorer, захватившего почти 100 % рынка и отсёкшего всех сколь-либо серьёзных конкурентов. В это же время закончилась гонка инноваций в браузерах. Впрочем, погибая, Netscape нанесла «удар в спину» Microsoft, выпустив исходный код своего браузера под свободной лицензией MPL (Mozilla Public License). На его основе (код был написан заново) были созданы новые браузеры Mozilla Suite и Mozilla Firefox. Последний постепенно набирал популярность.

## Гегемония Microsoft, предпосылки к новой войне (2000—2004)
В 2001 году вышла версия Microsoft Internet Explorer 6.0. К тому времени браузер Internet Explorer и сервер Internet Information Server, завязанные друг на друге, надёжно закрепились в корпоративной среде, и часто для работы внутренних веб-приложений требовались компоненты ActiveX.
Тем временем компания Netscape открыла исходный код своего браузера Netscape Navigator. Код был доверен новообразованной некоммерческой компании Mozilla Foundation — работающему в основном за счёт сообщества проекту по созданию наследника Netscape. Разработка продолжалась несколько лет с ограниченным распространением до тех пор, пока урезанная версия браузера не была завершена. Браузер включал новые функции, такие как закладки и отдельное поле поиска, которые до этого появлялись лишь в браузере Opera. Эта версия была названа Phoenix, но из-за проблем с регистрацией торговой марки была переименована в Firebird и затем в Firefox. Этот браузер стал средоточием усилий компании Mozilla Foundation, и версия 1.0 браузера Mozilla Firefox была выпущена 9 ноября 2004 года. С тех пор браузер неуклонно набирал долю на рынке, до пика, который состоялся в 2010 году, после чего позиции Firefox начали падать из-за перехода пользователей на Google Chrome. Во время разработки Firefox другие фирмы также осуществляли свои планы по получению доли рынка браузеров.
Opera долгое время играла небольшую, но существенную роль в войнах браузеров, введя в арсенал инструментов веб-сёрфинга такие полезные вещи, как вкладки и управление жестами, при этом оставаясь малой по размеру, но богатой функциями. В 2003 году Opera уже была представлена версией 6.х и распространялась по схеме adware — бесплатно с баннером, который можно было отключить за деньги. В 2005 году Opera стала полностью бесплатной.
К тому времени Internet Explorer начинал стремительно устаревать. Во-первых, с усложнением сайтов вебмастера начали осознавать: ошибки конкретной программы — плохая замена стандартам. Во-вторых, в мелких браузерах придумывали всё новую и новую функциональность; вот несколько функций, ставших стандартными:
- Вкладки.
- Простейшая защита от рекламных окон.
- Простейший менеджер загрузок.
- Поле поиска (поиск из адресной строки придумали позднее).

Существовал такой феномен, как IE-клоны (Maxthon и другие) — Internet Explorer был написан полностью на ActiveX, и HTML-движок можно было достаточно легко встроить в свою программу. Движок Microsoft в то время гарантировал, что сайт будет работать, а по функциональности лучшие из IE-клонов не уступали Opera.
В 2004 году началась инициатива по разработке новой версии HTML — HTML5. W3C к тому времени стал неповоротливой махиной, а его ориентация на XML мешала писать страницы — потому стандарт разрабатывался отдельной группой, WHATWG. Microsoft самоустранился от этой работы и присоединился позже, между 2010 и 2017[уточнить].

## Вторая война (2005—2015)

Статистика использования веб-браузеров согласно StatCounter

Использование альтернативных веб-браузеров:
Firefox
Chrome
Safari
Opera
Netscape
Mozilla
другие

В 2006 году вышла девятая версия браузера Opera, в котором увидели свет такие функции, как интегрированный просмотрщик исходного кода, встроенный клиент BitTorrent и виджеты. Это был первый браузер для Windows, прошедший тест на соответствие стандартам Acid2. Значительную долю рынка мобильных браузеров заняла программа Opera Mini, появившаяся в том числе на устройствах Nintendo DS и Wii.
Internet Explorer 7 был выпущен в октябре 2006 года. Сборка включала в себя многие полезные функции, позаимствованные у успешных конкурентов, такие как вкладки, поле для поиска, фишинг-фильтр и улучшенная поддержка веб-стандартов. Как и его предшественники, IE7 распространялся в составе пакета Windows.
24 октября 2006 был выпущен браузер Mozilla Firefox 2.0, в котором появилась функция открытия недавно закрытых вкладок, восстановление сессии после краха операционной системы или самого браузера, проверка орфографии и фишинг-фильтр. Mozilla Firefox 3.0 последовал за второй версией, и в 2008 году включил в себя улучшение производительности и массу новых функций, как и последовавший после этого в 2009 году Mozilla Firefox 3.5, включивший в сборку, помимо прочего, встроенную поддержку аудио и видео. Разумеется, всё это время множество других компаний разрабатывало и поддерживало свои браузеры — например, компания Apple со своим браузером Safari, написанным для операционной системы Mac OS X на основе KDE Konqueror. В 2007 году Microsoft закрыл разработку Internet Explorer для Mac.
В 2007 году появился iPhone. Большинство телефонов того времени, в том числе смартфонная платформа Nokia Series 60, полагалось частично на WAP (встроенные телефонные браузеры), частично на рендеринг на прокси-сервере (Opera Mini) — а новый смартфон был оснащён полноценным мобильным браузером. HTML изначально разрабатывался под самые разные устройства, включая синтезаторы речи, но за время первой войны часть технологий привязалась к настольным экранам, а то и к IBM-совместимым ПК — и iPhone стал новой важной платформой для Всемирной паутины, причём весьма далёкой от ПК. Так, мультимедийные сайты тех времён полагались на Adobe Flash, портировать его под iPhone Джобс отказался — и, например, YouTube был в первом iPhone не сайтом, а отдельной программой.

Статистика использования браузеров в России за май 2008 по данным SpyLOG

11 декабря 2008 года с использованием движка Webkit и улучшенного JavaScript-движка V8 был выпущен браузер Google Chrome от компании Google. Это событие стало поворотным во второй «войне браузеров» — исходный код Chrome был выпущен в свободный доступ под названием Chromium, и любая компания получила возможность написать на основе этого браузера свою версию. К октябрю 2009 года Chrome занимал 3,6 % рынка браузеров, но после выпуска бета-версий браузера для систем Mac OS X и Linux доля начала очень быстро расти. Рекламная кампания Chrome была весьма бурной: Google имел несколько сверхпопулярных сайтов и через них продвигал свой браузер.
В 2009 году Европейский союз обвинил Microsoft в монополии, начал требовать заставку, предлагающую попробовать браузеры конкурентов.
Internet Explorer 8 (2009), по выражению Джоэла Спольски, стал «линией отрицательной ширины» для Microsoft. Любое принятое решение — держаться за особенности Internet Explorer 6/7 или сделать браузер более «чистым» — будет непопулярным. IE8 позаимствовал много функций у конкурентов и стал последним браузером для Windows XP.
По аналогии с IE-клонами начали появляться и Chrome-клоны — на сей раз не за счёт модульной структуры, а за счёт открытого кода. Только в России были Яндекс Браузер, Амиго и ещё не менее трёх мелких браузеров. Интересны были и способы войны между Амиго и Яндексом — оба устанавливались «в нагрузку», подчас непрозрачно, а на домашних сайтах поносили браузер конкурента. В 2010 году в Maxthon добавили второй движок — WebKit. В 2013 году Opera перешла на Blink (незадолго до этого отделившийся от WebKit движок Chrome) и в первых версиях напоминала типичный Chrome-клон. Недовольный политикой Opera, её сооснователь Йон фон Течнер попытался воспроизвести привычную Opera на новом движке — и получился браузер Vivaldi.
Система раздачи игр и защиты их от копирования Steam, ранее использовавшая IE-движок Trident для рендеринга страниц онлайн-магазина, в течение 2009—2010 годов полностью перешла на WebKit, что позволило «отвязать» клиент от платформы Windows и выпустить его на Mac OS X. Одновременно с этим разработчиками было заявлено улучшение производительности и надёжности клиента.
В течение декабря 2009 и января 2010 сервис StatCounter определял браузер Firefox 3.5 как самый популярный, немного опережая Internet Explorer седьмой и восьмой версий. Это был первый момент в истории браузеров с момента падения Netscape Navigator, когда лидирующие позиции в списке самых популярных браузеров занимала программа, не основанная на Internet Explorer, причём являвшаяся дальним потомком Netscape.
По состоянию на июнь 2012 года браузер Google Chrome обогнал Mozilla Firefox и стал лидером в гонке.
Написанный с нуля Microsoft Edge (2015) обзавёлся неплохой поддержкой веб-стандартов, но особой роли уже не играл. Доля Edge на движке EdgeHTML среди настольных браузеров никогда не превышала 5 %.
По состоянию на апрель 2015 года, браузер Google Chrome продолжает лидировать, с результатом 50,25 % пользователей. За ним следуют: Internet Explorer (17,42 %), Mozilla Firefox (16,92 %), Safari (9,98 %). Замыкает пятёрку лидеров Opera, с результатом 1,7 %.

## Доминирование Google Chrome (2016—настоящее время)
На август 2019 года: Chrome — 64,0 %, Safari — 15,5 %, Firefox — 4,4 %, Samsung Internet Browser и UC Browser — по 3,5 %, Opera — 2,7 %. Распределение по платформам: мобильные — 51,6 %, компьютеры — 44,6 %, планшеты — 3,8 %.
Microsoft Edge, к тому времени уже на движке Blink, в 2021 году поднялся до 9 % на компьютерах, обойдя Firefox. К 2024 году Edge уверенно был вторым браузером для ПК.
На мобильных платформах много лет продолжают доминировать встроенные браузеры: Chrome (62…69 %), Safari (около 24 %), Samsung Internet (около 5 %), и только четвёртый, меньше 2 % — Opera.

### Ситуация в России
В 2017 году остановилась разработка Mail.ru Амиго. В 2019 году Mail.ru выпустил новый браузер «Атом».
По данным StatCounter, в России на декабрь 2020 года по частоте использования лидирует браузер Chrome (65,54 %), за ним следуют Яндекс Браузер (12,47 %), Safari (8,63 %), Opera (5,53 %) и Mozilla Firefox (3,82 %).
На ноябрь 2019: Chrome — 61,46 %, Яндекс Браузер — 13,37 %, Safari — 8,65 %, Firefox — 5,58 %, Opera — 4,82 %, Edge — 1,49 %.
В конце 2021 StatCounter заметил резкий всплеск Яндекс Браузера и Opera, их общая черта — встроенные системы обхода блокировок интернета. На 2024 год они продолжают быть вторым и третьим в России на ПК, и третьим и пятым — на мобильных платформах.

### Падение Presto и EdgeHTML
13 февраля 2013 года было объявлено об отказе Opera от Presto в пользу движка Blink. В декабре 2018 года MS отказалась от Trident/EdgeHTML в пользу того же Blink.
Таким образом, значимых проприетарных браузерных движков (но не браузеров!) не осталось: практически все браузеры используют одну из открытых реализаций — из семейства Webkit или Gecko.

### Реклама: FLoC и Manifest V3
В 2021 году Google предложил технологию «Federated Learning of Cohorts» (FLoC), когда сам браузер следит за пользователем и выдаёт рекламодателям не уникальный код пользователя, а особенности группы, куда он попал (по семейному состоянию, профессии, интересам, болезням или по совокупности этих признаков). Полагают, что FLoC был сделан по двум причинам: пользователи всё чаще блокируют запросы рекламных сетей (Firefox штатно блокирует куки со сторонних сайтов, на Chrome это возможно через расширение), и Google, владея крупнейшим браузером и крупнейшей рекламной сетью, использует своё положение в конкурентной борьбе. В Chrome-клонах FLoC нет. Шум поднялся такой, что в 2022 Google отказался от технологии, предложив взамен Topics API, более управляемый и позволяющий не выдавать в сеть чувствительные категории вроде пола и расы.
В 2020 году вышла спецификация расширений Manifest V3, очень противоречиво принятая из-за одной её функции — декларативных запросов. Расширение версии 2 может вмешиваться в любой запрос на любой фазе: решение совершить запрос, сборка заголовков, разбор пришедших заголовков и т. д. Как мера производительности и безопасности, расширение версии 3 действует так.
- Все запросы, в которые нужно вмешиваться, указываются заранее.
- Вмешательство происходит на уровне браузерного движка, и расширение лишь получает общую информацию: запрос по правилу X заблокирован на вкладке Y.

Это серьёзно помешало блокировщикам рекламы — правил блокировки многие тысячи, все они редактируются пользователем и загружаются с посторонних сайтов, и борьба ведётся с самим Google, владельцем самой крупной рекламной сети, а также YouTube — так что переход на Manifest V3 много раз откладывался, и Google окончательно перешёл в августе 2025. Гарантированно доступное количество безопасных динамических правил (с решениями «разрешить», «перейти на HTTPS» и «блокировать»; определяемых в процессе исполнения) поднято Chrome с изначальных 5000 до 30 000 (uBlock Origin содержит 300 тыс. правил).
Firefox на 2025 не думает отказываться от Manifest V2. Brave содержит встроенный блокировщик.

## Стандартизация видео и аудио

### Падение Adobe Flash
Даже в годы «зоопарка браузеров» — IE, Chrome, Opera, Safari, Firefox — система интернет-приложений Adobe Flash, использовавшаяся, например, для YouTube, была единой уязвимостью для всей пятёрки. С появлением HTML5 video Flash потерял важный рынок, а качество обновлений сильно упало — в 2015 году найдено больше сотни уязвимостей, теоретически способных вызывать произвольный код. В 2017 году компания Adobe объявила о прекращении разработки Flash, 2 января 2021 года была отключена основная страница загрузки, а 12 января плагин Flash перестал проигрывать любые ролики.
Падение Flash практически не задело разработчиков сайтов (на мобильных платформах нет Flash’а, а от iPhone до заявления Adobe прошло 10 лет), но ударило по библиотекам миниигр. Kongregate летом 2020 отказался от приёма новых Flash-игр, Newgrounds выпустил автономный проигрыватель Flash. Также целых два альтер-проигрывателя выпустили в Китае, куда Adobe продала все наработки.

### Сервисы видео и аудио с защитой от копирования
Несмотря на то, что не стало проприетарных движков, появилось одно препятствие для лёгкого перехода между браузерами, важное для западного мира.
В 2010-е годы расцвёл Netflix, занимавшийся потоковым показом кино и написавший защиту от копирования на Microsoft Silverlight — редкой некроссплатформенной системе интернет-приложений. Для многих Netflix — единственная причина установить плагин Silverlight. Потому ещё в начале 2010-х появился способ встраивания технологий предотвращения копирования в HTML5 video — Encrypted Media Extensions. Появляется дополнительная сущность, шифровальный модуль, и основное препятствие к написанию своего модуля — убедить поставщиков контента доверять новому модулю. Наиболее крупный из этих модулей, которым пользуются Chrome, все его клоны и Firefox — Google Widevine.
Получается, что новый браузер, не получивший разрешения от Google (а он их выдаёт очень неохотно), не способен смотреть Netflix. Так, Vivaldi, появившийся в 2015, получил ключ в 2020. Кори Доктороу упоминает надписи времён веба 1.0 — «сайт работает под Internet Explorer». Кроме того, образ действий в местах с плохим интернетом — накачать файлов и смотреть офлайн, а защита этого не позволяет; есть и другие важные инструменты вроде автоматического титрования. Netflix внедрил новую технологию в 2013, к 2016 все основные браузеры поддерживали её, а стандартом она стала в 2017.
Примечательны и споры насчёт тэга <video> — предлагался единый формат видео Ogg Theora и аудио Ogg Vorbis, поддерживаемый всеми, но тактика FUD, применённая Apple, держателем некоторых патентов на H.264, вынудила в 2011 отказаться от «общего знаменателя».